# Amarres
Amarres es una serie de televisión por internet mexicana de comedia dramática familiar producida por Dopamine y WarnerMedia Latin America y creada por Fernanda Eguiarte. Se estrenó su primera temporada completa el 12 de agosto de 2021 a través de HBO Max, siendo la primera serie para el público latinoamericano bajo la marca de «Max Originals»; y tocá temas y problemáticas como el divorcio, la homosexualidad, las relaciones poliamorosas, la familia monomaternal y las tradiciones mexicanas familiares.
Está protagonizada por Gabriela de la Garza como el personaje titular, junto con Juan Pablo Medina, Hugo Catalán y un reparto coral.

## Trama
Ana (Gabriela de la Garza), es una bella y divorciada mujer que debido a su difícil situación económica por la que atraviesa ella y sus tres hijos derivado a su divorcio, decide retomar la tradición familiar que llevaba su abuela, una antigua bruja del Mercado de Sonora, incursionando en la tradición de llevar a cabo los famosos conjuros conocidos como «amarres de amor»; trabajos o hechizos de las cuales una persona tiene la facultad de realizarlos con el fin de unir sentimientos y corazones de dos individuos. Siendo un trabajo cualquiera, Ana descubre aparte un nuevo mundo mágico heredado generación tras generación, siendo inédito para ella, conocerá códigos y reglas que para una bruja amarradora primeriza, tendrá que manejar y controlar.

## Reparto

### Principales
- Gabriela de la Garza como Ana
- Hugo Catalán como Ricardo
- Juan Pablo Medina como Roger
- Martín Saracho como Armando[8]
- Alicia Jaziz como María[8]
- Mauricio Isaac[8]
- Nicole de Albornoz como Olga[8]

### Recurrentes e invitados especiales
- Regina Flores Ribot
- Pablo Astiazarán[8]
- Rafael Simón[8]
- María Elena Olivares
- Nailea Norvind como Roberta
- Ricardo Reynaud
- Eligio Meléndez
- Jordy Ulloa
- Rocío de la Mañana
- Rubén Zamora
- Viviana Serna
- Irán Castillo[8]
- Benny Emmanuel[8]
- Verónica Toussaint[8]

## Episodios
| N.º en serie | N.º en temp. | Título                    | Dirigido por              | Escrito por       | Fecha de lanzamiento original |
| ------------ | ------------ | ------------------------- | ------------------------- | ----------------- | ----------------------------- |
| 1            | 1            | «Amarrada»                | Marcelo Tobar de Albornoz | Fernanda Eguiarte | 12 de agosto de 2021          |
| 2            | 2            | «La trastienda»           | Marcelo Tobar de Albornoz | Fernanda Eguiarte | 12 de agosto de 2021          |
| 3            | 3            | «Belcebú»                 | Marcelo Tobar de Albornoz | Fernanda Eguiarte | 12 de agosto de 2021          |
| 4            | 4            | «¿Y si jugamos botella?»  | Marcelo Tobar de Albornoz | Fernanda Eguiarte | 12 de agosto de 2021          |
| 5            | 5            | «Milf»                    | Marcelo Tobar de Albornoz | Fernanda Eguiarte | 12 de agosto de 2021          |
| 6            | 6            | «Agua bendita»            | Marcelo Tobar de Albornoz | Fernanda Eguiarte | 12 de agosto de 2021          |
| 7            | 7            | «Una espía»               | Marcelo Tobar de Albornoz | Fernanda Eguiarte | 12 de agosto de 2021          |
| 8            | 8            | «Los novios de mamá»      | Marcelo Tobar de Albornoz | Fernanda Eguiarte | 12 de agosto de 2021          |
| 9            | 9            | «El perdón del estafador» | Marcelo Tobar de Albornoz | Fernanda Eguiarte | 12 de agosto de 2021          |
| 10           | 10           | «La dalia roja»           | Marcelo Tobar de Albornoz | Fernanda Eguiarte | 12 de agosto de 2021          |

## Producción
La producción de la serie inició grabaciones el 8 de julio de 2019 en la Ciudad de México, siendo la primera producción de Dopamine para WarnerMedia Latin America. La serie esta creada por Fernanda Eguiarte —siendo la Showrunner de la serie— y dirigida por Marcelo Tobar, contemplando 10 episodios de 45 minutos cada uno para su primera temporada.